# Everything in Its Right Place
«Everything in Its Right Place» — пісня англійського рок-гурту Radiohead, випущена на їхньому четвертому альбомі Kid A. У ній використано синтезатор і вокал з цифровою обробкою. Текст пісні був натхненний стресом, який відчував вокаліст Том Йорк під час просування попереднього альбому Radiohead OK Computer.
Йорк написав «Everything in Its Right Place» на піаніно. Radiohead працювали над нею у традиційному для гурту аранжуванні, перш ніж перенести її на синтезатор, і описали її як прорив у записі альбому. Хоча вона відштовхнула деяких слухачів, які очікували рок-музику, «Everything in Its Right Place» була названа однією з найкращих пісень десятиліття кількома виданнями.

## Написання
Після успіху альбому Radiohead 1997 року OK Computer у автора пісень Тома Йорка стався психічний розлад. Він страждав від творчої кризи і розчарувався в рок-музиці. Натомість він слухав майже виключно електронну музику виконавців лейблу Warp, таких як Aphex Twin та Autechre, кажучи: «Це було освіжаюче, тому що музика була суцільною структурою і не містила людських голосів. Але я відчував себе так само емоційно, як коли-небудь відчував до гітарної музики».
Йорк купив будинок у Корнуоллі і проводив час, гуляючи по скелях і малюючи, обмежуючи свою музичну діяльність грою на новому роялі. «Everything in Its Right Place» була першою піснею, яку він написав, за нею послідувала «Pyramid Song». Йорк описував себе як «паскудного піаніста» і черпав натхнення у цитаті Тома Вейтса, який сказав, що незнання інструментів дає йому натхнення. Йорк говорив: «Це одна з причин, чому я хотів зайнятися комп'ютерами і синтезаторами, тому що я не розумів, як вони, в біса, працюють. Я поняття не мав, що таке ADSR.» Він міг «нескінченно» грати мелодію «Everything in its Right Place», намагаючись «вийти з депресії».
Йорк заперечував, що слова пісні були нісенітницею, і сказав, що вони виражають депресію, яку він пережив під час туру OK Computer. Він згадав виступ на NEC Arena в Бірмінгемі, Англія, в 1997 році: «Я вийшов наприкінці концерту, сів у гримерці і не міг говорити… Люди запитували: 'З тобою все гаразд?'. Я знав, що люди звертаються до мене. Але я не міг їх чути … З мене було досить. І мені було нудно говорити, що з мене досить.» Рядок «Yesterday I woke up sucking a lemon» відсилає до кислого виразу обличчя, яке, за словами Йорка, у нього було «протягом трьох років.» Йорк сказав, що рядок був «досить дурним … Але я думав, що це смішно, коли співав її. Коли я слухав її потім, вона означала щось інше».

## Запис
За словами басиста, Коліна Ґрінвуда, продюсер Radiohead, Найджел Ґодріч, спочатку не був вражений «Everything in its Right Place». Radiohead працювали над піснею у звичайному аранжуванні гурту в Копенгаґені та Парижі, але безрезультатно. Одного вечора, під час роботи в Ґлостерширі, Йорк і Ґодріч перенесли пісню з фортепіано на синтезатор Prophet-5. Йорк вагався, чи використовувати рядок «Yesterday I woke up sucking a lemon», але записав його за наполяганням Ґодріча. Найджел обробив вокал у Pro Tools, використовуючи інструмент Scrubbing. Для живих виступів Radiohead відтворювали вокальний ефект, маніпулюючи вокалом Йорка за допомогою контроллера ефектів Kaoss Pads.
Гітарист гурту, Джонні Ґрінвуд, сказав, що ця пісня стала поворотним моментом у створенні Kid A: «Ми знали, що вона має бути першою піснею, і все інше просто пішло за нею». Він сказав, що це був перший випадок, коли Radiohead з радістю залишили пісню «розрідженою», замість того, щоб «нашаровувати її для дуже хорошої пісні або дуже хорошого звуку і ховати, камуфлювати на випадок, якщо вона недостатньо хороша». Гітарист Ед О'Браєн і барабанщик Філіп Селвей сказали, що ця пісня змусила їх визнати, що не кожна пісня вимагає, щоб у ній брав участь кожен з музикантів групи. О'Браєн згадував: «Це змусило нас негайно вирішити це питання! І бути по-справжньому в захваті від того, що ти півроку працював над цим записом, і з нього вийшло щось чудове, а ти не зробив до цього жодного внеску, — це справді визвольне почуття».

## Композиція
«Everything in its Right Place» — електронна пісня з синтезатором і вокалом, обробленим цифровим способом. ABC.net описали її як «дисонуючу» і «зловісну». 'NME порівняв її з електронною музикою, випущеною на лейблі Warp, з «мінімалізмом і всілякою глітчевою моторошністю» і «дивним сновидним пейзажем ембієнтних клавіш в стилі гімну». О'Браєн зауважив, що в ній відсутні крещендо, характерні для попередніх пісень Radiohead.
Композитор-мінімаліст Стів Райх переосмислив «Everything in Its Right Place» для свого альбому Radio Rewrite 2014 року. Він відзначив незвичний гармонійний рух пісні: «Спочатку вона була у фа мінорі, і вона ніколи не зводиться до одного акорду, акорд фа мінор ніколи не вказується. Тобто там ніколи немає тоніки, там ніколи немає каденції в нормальному розумінні». Він також зазначив, що після домінанти і тоніки йде слово «everything»: «Тоніка і домінанта — це кінець кожної симфонії Бетховена, кінець всього в класичній музиці… Я впевнений, що Том зробив це інтуїтивно, я впевнений, що він не думав про це … але це ідеально».

## Відгуки критиків
«Everything in Its Right Place» відштовхнув критиків, які сподівалися на рок-музику попередніх альбомів Radiohead. NME описав його як «момент, коли Radiohead нарешті залишили позаду обмеження, пов'язані з тим, що вони є альт-рок-гуртом, і відкрили для себе цілий світ дивацтв». 2009 року Pitchfork описав шок, який пережили деякі шанувальники, почувши його вперше:
|  | Що це було за лайно? Якщо все дійсно було на своїх місцях, то де були ці довбані гітари ... І чиї це були старі потріскуючі клавішні? І чому гострий, як бритва, роковий голос раптом зазвучав так, ніби його розірвали на шматки у центрифузі? ... "Everything in Its Right Place" - гострий язик, що стояв на плечах різних гігантів, таких як краут-рок, Штокгаузен і Squarepusher, - влив нові можливості в кілька раніше герметичних кіл. І це було надто гіпнотично, щоб наважитися вибачитися. |

Рецензуючи Kid A, критик The Guardian Алексіс Петрідіс назвав «Everything in Its Right Place» «безладним і беззмістовним каракулем», а критик Melody Maker Марк Бомонт відкинув його як «безсистемний і безглуздий синтезаторно-ноутбучний експеримент». Рецензуючи Kid A для New Yorker, Нік Горнбі описав своє розчарування в пісні: «'Гей! Я можу впоратися з експериментаторством!' — думаєш ти, але твоя впевненість одразу ж розбивається об текст.» NME описав її як «прекрасний тріумф недомовленості» і «гострий» початок.
«Everything In Its Right Place» була названа одним із найкращих треків десятиліття за версією Rolling Stone, NME та Pitchfork. У статті для Guardian за 2020 рік журналіст Джаз Монро назвав її 25-м найкращим треком Radiohead, написавши «Як Девід Бірн перед ним, Йорк відмовився від свого авторства, щоб фліртувати з самостиранням, поступаючись розкішно освітленим сонцем синтезаторам».

## Персоналії

### Radiohead
- Колін Ґрінвуд
- Джонні Ґрінвуд
- Ед О'Браєн
- Філіп Селвей
- Том Йорк

Додатковий персонал
- Найджел Ґодріч — продюсування, звукоінженер, зведення
- Жерар Наварро — асистент продюсування, додатковий звукоінженер
- Ґрем Стюарт — додатковий звукоінженер